# دیپلو، پاکستان
دیپلو (به انگلیسی: Diplo) یک شهر در پاکستان است که در ایالت سند واقع شده‌است. دیپلو ۲۶ متر بالاتر از سطح دریا واقع شده‌است.